# Agrosoma syklis
Agrosoma syklis är en insektsart som beskrevs av Medler 1960. Agrosoma syklis ingår i släktet Agrosoma och familjen dvärgstritar. Inga underarter finns listade i Catalogue of Life.